# Stephan Berke
Stephan Berke (* 28. November 1957 in Lingen (Ems)) ist ein deutscher Klassischer Archäologe.

## Werdegang
Nach dem Abitur 1977 am Gymnasium Georgianum in Lingen studierte er von 1978 bis 1987 Klassische Archäologie, Ur- und Frühgeschichte, Geschichte und Germanistik an der Universität Münster. Er wurde 1987 mit einer Dissertation über den Export von Bronzegefäßen und Terra Sigillata in die Germania libera promoviert. Seit 2000 nahm Berke einen Lehrauftrag für Provinzialrömische Archäologie an der Universität Münster wahr.
Von 2008 bis 2009 war er Wissenschaftlicher Mitarbeiter des Landesverbandes Lippe im Ausstellungsprojekt „Imperium – Konflikt – Mythos. 2000 Jahre Varusschlacht“. 2008 bis 2013 war er Chefredakteur der Zeitschrift Geldgeschichtliche Nachrichten. Von 2009 bis 2011 war er Wissenschaftlicher Mitarbeiter an der Universität Marburg (DFG-Projekt zur Publikation der römischen Nekropole von Haltern). Im Wintersemester 2010/11 hatte er einen Lehrauftrag am Institut für Klassische Archäologie der Universität Trier. Er war seit 2012 Wissenschaftlicher Mitarbeiter und Kustos der Original- und Abgusssammlung an der Universität Trier. Zum 31. Oktober 2023 trat er in den Ruhestand.

## Schriften (Auswahl)
- Mittelalterliche Landwehr bei Vreden. In: Luftbildarchäologie in Westfalen, Münster 1989, S. 24–25.
- Der Export von Bronzegefäßen und Terra Sigillata in die Germania libera (= Boreas Beiheft 7). Münster 1990.
- Corpus der römischen Funde im europäischen Barbaricum. Deutschland, Band 7, Westfalen und Lippe. Reichert, Wiesbaden 2009, ISBN 978-3-7749-3616-4.
- mit Torsten Mattern (Hrsg.): Römische Gräber augusteischer und tiberischer Zeit im Westen des Imperiums. Akten der Tagung vom 11. bis 14. November 2010 in Trier (= Philippika. Altertumswissenschaftliche Abhandlungen Band 63). Harrassowitz, Wiesbaden 2013, ISBN 978-3-447-06994-6.
- Haltern und Germanicus. In: Kai Ruffing (Hrsg.): Germanicus. Rom, Germanien und die Chatten, Geschichte in Wissenschaft und Forschung. Stuttgart 2021, S. 152–185.